# Nemertes
Nemertes (en grec antic Νημερτής) va ser, segons la mitologia grega, una de les cinquanta Nereides, filla de Nereu, un déu marí fill de Pontos, i de Doris, una nimfa filla d'Oceà i de Tetis. Tenia un únic germà, Nèrites.
La mencionen tres dels quatre autors que donen llistes de les nereides, Homer, Hesíode, que diu d'ella que tenia la mateixa intel·ligència que el seu pare immortal, i Gai Juli Higí. Homer diu que va ser una de les trenta-dues nereides que van pujar des del fons de l'oceà per arribar a les platges de Troia i plorar, juntament amb Tetis la futura mort d'Aquil·les
Va donar nom als nemertins, un embrancament d'animals triblàstics no segmentats i vermiformes.